# Eniyabarejima
Eniyabarejima (japanisch 江仁屋離島) ist eine unbewohnte Insel der Amami-Gruppe in Japan. Sie gehört administrativ zur Stadt Setouchi im Landkreis Ōshima-gun der Präfektur Kagoshima.
Eniyabarejima liegt nordwestlich der an der kürzesten Stelle rund 660 m entfernten, bewohnten Insel Kakeroma-jima und hat eine Fläche von 0,31 km². Die Insel hat in Südwest-Nordost-Richtung eine Länge von etwa 800 m. Die Breite liegt zwischen etwa 330 und 600 m. Die höchste Erhebung befindet sich im Nordosten der Insel und erreicht eine Höhe von 73,5 m. Eine Erhebung im Südosten ist 72 m hoch. Die Insel wird gelegentlich zum Zelten genutzt. Ein nördlich der Insel gelegene Felseninsel trägt den Namen Kusase (草瀬). Etwa 1,7 km nordwestlich liegt zudem die Felseninsel Akase (赤瀬) und rund 300 m südwestlich von Eniyabarejima eine weitere Gruppe aus mehreren kleinen Felseninseln. Die nördlichste trägt den Namen Warase (破瀬). Eniyabarejima und die umgebenden Felseninseln sind Teil des Amamiguntō-Nationalparks.